# Cantonul Bar-le-Duc-Nord
Cantonul Bar-le-Duc-Nord este un canton din arondismentul Bar-le-Duc, departamentul Meuse, regiunea Lorena, Franța.

## Comune
- Bar-le-Duc (parțial, reședință)
- Fains-Véel
- Longeville-en-Barrois